# Eriocaulon nepalense
Eriocaulon nepalense är en gräsväxtart som beskrevs av Gerald Webber Prescott och August Gustav Heinrich von Bongard. Eriocaulon nepalense ingår i släktet Eriocaulon och familjen Eriocaulaceae. IUCN kategoriserar arten globalt som livskraftig.

## Underarter
Arten delas in i följande underarter:
- E. n. laosense
- E. n. nepalense